# 위난의 바다

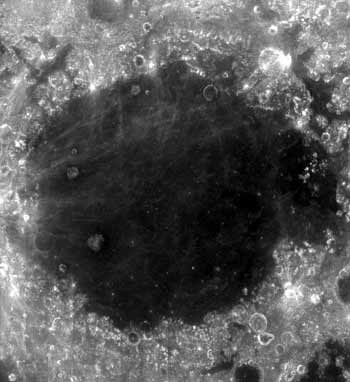
위난의 바다

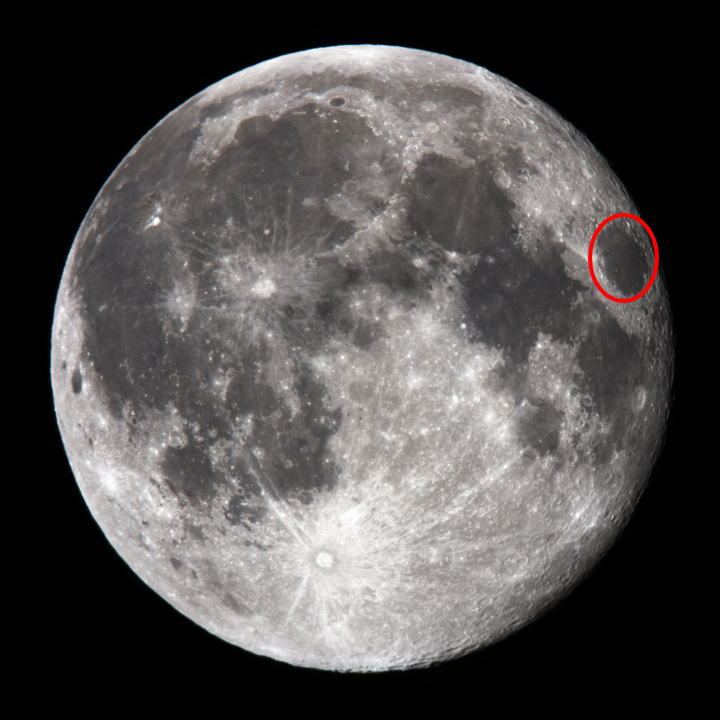
위난의 바다의 위치

위난의 바다(라틴어: Mare Crisium)는 달의 북동부 반구에 위치한 달의 바다이다. 달의 앞면에 위치해 있으며, 위기의 바다라고도 지칭한다. 위난의 바다는 선임브리움기에 만들어진 분지이다. 표면은 검은 현무암으로 덮여 있으며, 남서부에는 고요의 바다가 있다. 직경은 555km이다.